# VISITORS (曲)
「VISITORS」（ヴィジターズ）は、佐野元春の15作目のシングル。1984年9月21日にEPIC・ソニー（現：エピックレコードジャパン）から発売された。

## 概要
佐野の4枚目のアルバム『VISITORS』からのシングルカットとして発売された。
カップリングの「SUNDAY MORNING BLUE」はシングル用のミックスであり、長らくCD化されていなかったが、2014年『VISITORS DELUXE EDITION』で初めてCD化された。

## 収録曲
- 全作詞・作曲・編曲：佐野元春

1. VISITORS
2. SUNDAY MORNING BLUE